# Кызылжарский район
Кызылжарский район (каз. Қызылжар ауданы) — административно-территориальная единица второго уровня в составе Северо-Казахстанской области Казахстана. Административный центр района — село Бесколь.

## Физико-географическая характеристика
Район находится на севере Северо-Казахстанской области. Граничит на юге с Есильским районом, на западе — с Мамлютским районом, на востоке — с Аккайынским районом и районом Магжана Жумабаева, на севере — с Тюменской областью Российской Федерации.
Расстояние от райцентра до областного центра Петропавловска — 10 км.
Кызылжарский район — самый северный район и соответственно самая северная точка Казахстана.
Район расположен вдоль реки Ишим. Рельеф территории района испещрён многочисленными озёрами: Сиверга, Логуново, пруд Забашное, Релка, Лебяжье, Полковниково, Кривое, Пеньково, Белое, Малое Белое, Краболка, Воровское, Сафонковое, Киш-Кабиш, Зимовное, Байсал, Крутое, Метлишино, Татарское, Долмат, Горный Долмат, Федоскино, Каменное, пруд Чаща, болото Матюгино, Земляное, Жалтырь, Калачик, Семипалатное, Кривое, Палицын, Башкирское, Травное, Половинное, Ситово, Рыбное, Моховое, Круглое, Черненькое, Холодное, Сивково, Пеньково, Каменное, Старица, Кривое, Карабек, Моргайка и др.
Климат резко континентальный. Средние температуры января -18 — -19°C, июля 20°C. Среднегодовое количество атмосферных осадков 300—350 мм. 20—30 дней в году бывают бураны. Почва в основном чернозёмная, в лесостепной зоне серозёмная. Растут берёза, тополь, в степях — ковыль, типчак и другие. Обитают волк, лиса, заяц, лось, барсук и другие, лебедь, гусь, утка, ястреб, филин и другие. В реке Ишим и пресных озёрах водятся несколько видов рыб.

## Экономика
Общая площадь сельскохозяйственных угодий 403,8 тыс. га, в том числе посевной — 214,6 тыс. га, пашни — 14,5 тыс. га. В 1996 году создано 495 крестьянских хозяйств, 220 ЧП, 21 ТОО и другие хозяйства. Через Кызылжарский район проходит областная автомобильная дорога. Есть мост через реку Ишим.

## История
Указом Президиума Верховного Совета Казахской ССР от 2 января 1967 года образован Бишкульский район с центром в селе Бишкуль. В него вошли сельсоветы: Архангельский, Боголюбовский, Куйбышевский, Петерфельдский — из Мамлютского района, Асановский, Бишкульский, Прибрежный, Светлопольский — из Соколовского района и Новоникольский — из Ленинского района. Также решением исполнительного комитета Северо-Казахстанского областного Совета депутатов трудящихся от 6 января 1967 г. № 4 Заречный сельский Совет Ленинского района передан в Бишкульский район. Решением облисполкома от 26 августа 1968 года № 3-304 образован Рассветский сельский Совет. Упразднён Боголюбовский сельский Совет с передачей его территории Куйбышевскому сельсовету. Заречный сельский Совет передан в Ленинский район, 19 мая 1969 г. образован Андреевский сельский Совет.
18 апреля 1997 года Бишкульский район объединён с Соколовским районом в рамках проводившейся в Казахстане административно-территориальной реформы и переименован в Кызылжарский.

## Население
Национальный состав (на начало 2025 года):
- Русские — 22 487 чел. (48,38 %)
- Казахи — 17 570 чел. (37,80 %)
- Немцы — 1791 чел. (3,85 %)
- Украинцы — 1463 чел. (3,15 %)
- Татары — 819 чел. (1,76 %)
- Белорусы — 438 чел. (0,94 %)
- Курды — 351 чел. (0,76 %)
- Поляки — 329 чел. (0,71 %)
- Азербайджанцы — 174 чел. (0,37 %)
- Армяне — 135 чел. (0,29 %)
- Узбеки — 91 чел. (0,20 %)
- Чуваши — 83 чел. (0,18 %)
- Таджики — 75 чел. (0,16 %)
- Мордва — 72 чел. (0,15 %)
- Литовцы — 70 чел. (0,15 %)
- Башкиры — 69 чел. (0,15 %)
- Корейцы — 66 чел. (0,14 %)
- Молдаване — 57 чел. (0,12 %)
- Другие — 340 чел. (0,73 %)
- Всего — 46 480 чел. (100,00 %)

## Административно-территориальное деление
Кызылжарский район состоит из 19 сельских округов, в составе которых находится 72 села:
| Сельский округ                                               | Населённые пункты |
| Архангельский сельский округ                                 | село Архангельское, село Новокаменка                                                                                         |
| Асановский сельский округ                                    | село Асаново, село Плоское, село Толмачёвка, село Михайловка, село Малое Белое                                               |
| Берёзовский сельский округ                                   | село Большая Малышка, село Долматово, село Ташкентка, село Барневка, село Гончаровка                                         |
| Бишкульский сельский округ                                   | село Бишкуль |
| Бугровский сельский округ                                    | село Бугровое, село Краснопёровка, село Сосновка, село Новогеоргиевка, село Николаевка                                       |
| Вагулинский сельский округ                                   | село Вагулино, село Красноярка, село Кустовое, село Желяково, село Красный Яр                                                |
| Виноградовский сельский округ (Северо-Казахстанская область) | село Виноградовка, село Сумное, село Исаковка                                                                                |
| Куйбышевский сельский округ                                  | село Боголюбово, село Вознесенка, село Надежка                                                                               |
| Кызылжарский сельский округ                                  | село Байтерек, село Приишимка, село Подгорное, село Чапаево, село Карлыга, село Трудовая Нива                                |
| Лесной сельский округ                                        | село Пресновка, село Глубокое                                                                                                |
| Налобинский сельский округ                                   | село Налобино, село Дубровное, село Гайдуково, село Николаевка, село Лебедки                                                 |
| Новоникольский сельский округ                                | село Новоникольское, село Новоалександровка, село Трудовое                                                                   |
| Петерфельдский сельский округ                                | село Петерфельд, село Кондратовка, село Кривоозёрка, село Затон, село Боровское, село Измайловка, Остановочный пункт 2603 км |
| Прибрежный сельский округ                                    | село Прибрежное, село Шаховское, село Тепличное                                                                              |
| Рассветский сельский округ                                   | село Рассвет, село Водопроводное, село Красная Горка, село Семипалатное                                                      |
| Рощинский сельский округ (Кызылжарский район)                | село Пеньково, село Белое, село Берёзовка                                                                                    |
| Светлопольский сельский округ                                | село Знаменское, село Метлишино, село Новоникольское, село Байсал                                                            |
| Соколовский сельский округ                                   | село Соколовка |
| Якорский сельский округ                                      | село Якорь, село Ольшанка, село Вишнёвка, село Вознесенка                                                                    |